# Irsyad Maulana
Irsyad Maulana (sinh ngày 27 tháng 9 năm 1993) là một cầu thủ bóng đá người Indonesia hiện tại thi đấu cho Semen Padang ở Liga 1.

## Sự nghiệp
Ngày 29 tháng 11 năm 2014, anh chuyển đến Semen Padang.

## Danh hiệu
Arema Cronus
Á quân
- Indonesia Super League: 2013